# Alfred von Exner-Ewarten
Alfred von Exner-Ewarten (* 18. Mai 1875 in Wien; † 8. November 1921 ebenda) war ein österreichischer Chirurg.

Alfred Exner entstammte einer Akademikerfamilie. Er war der Sohn von Sigmund Exner und Emilie Exner. Sein Bruder Felix (1876–1930) wurde Meteorologe. Das Adelsprädikat im Namen wurde 1919 mit dem Adelsaufhebungsgesetz abgeschafft.
Er studierte Medizin an den Universitäten Wien und Heidelberg, 1900 promovierte er zum Dr. med. Ab 1909 war er Privatdozent für Chirurgie, ab 1912 tit. ao. Professor. Während des Ersten Weltkrieges war er chirurgischer Chefarzt im Garnisonspital n. 1. Von 1917 bis 1919 war er Primarius am Krankenhaus der Barmherzigen Brüder in Wien. Seine Spezialgebiete waren Gallensteinerkrankungen und die Radiumtherapie bei Karzinomen. Er erzielte 1903 erste Erfolge an der Universität Wien bei der Behandlung von Tochtergeschwülsten des Brustkrebses.
Er starb im Alter von 47 Jahren nach langer Krankheit und wurde am Döblinger Friedhof bestattet. Neben seiner Witwe Adele hinterließ er fünf Kinder.

## Schriften (Auswahl)
- Ein neues Operationsverfahren bei tabischen Crises gastriques. In: Deutsche Zeitschrift für Chirurgie. Band 111, 1911, S. 576 ff.